# 豊里町立二ツ屋小学校
豊里町立二ツ屋小学校（とよさとちょうりつ　ふたつやしょうがっこう）は宮城県登米郡豊里町（現：登米市）にあった公立小学校である。
豊里町立豊里小学校と統合されるため、閉校となった。
卒業後の進路は、公立学校への進学の場合は豊里町立豊里中学校へ進学する。

## 沿革
- 1980年（昭和55年）豊里町立豊里小学校に統合され、閉校する。

## 参照
- 登米市教育委員会